# Paul Sadala
Paul Sadala era un líder militante y facción congoleño. A lo largo de la década de 1990 y principios de 2000, Sadala y su grupo presuntamente controlaban la mayor parte del Congo. El grupo militante de Sadala fueron acusados de haber cometido los crímenes más graves, como el canibalismo, violación, secuestro y asesinato. Sadala y sus compañeros rebeldes se enfrentaron en una sangrienta guerra contra el ejército congoleño durante aproximadamente cinco años. El 16 de abril de 2014, Sadala había atacado al ejército congoleño con armas, como se escapó de la balacera, Sadala fue baleado y muerto por pérdida de sangre. El gobierno congoleño ha asumido que más señores de la guerra y los leales a la facción de Sadala se entregarán después de la muerte de Sadala.